# 克莱奥迈季斯

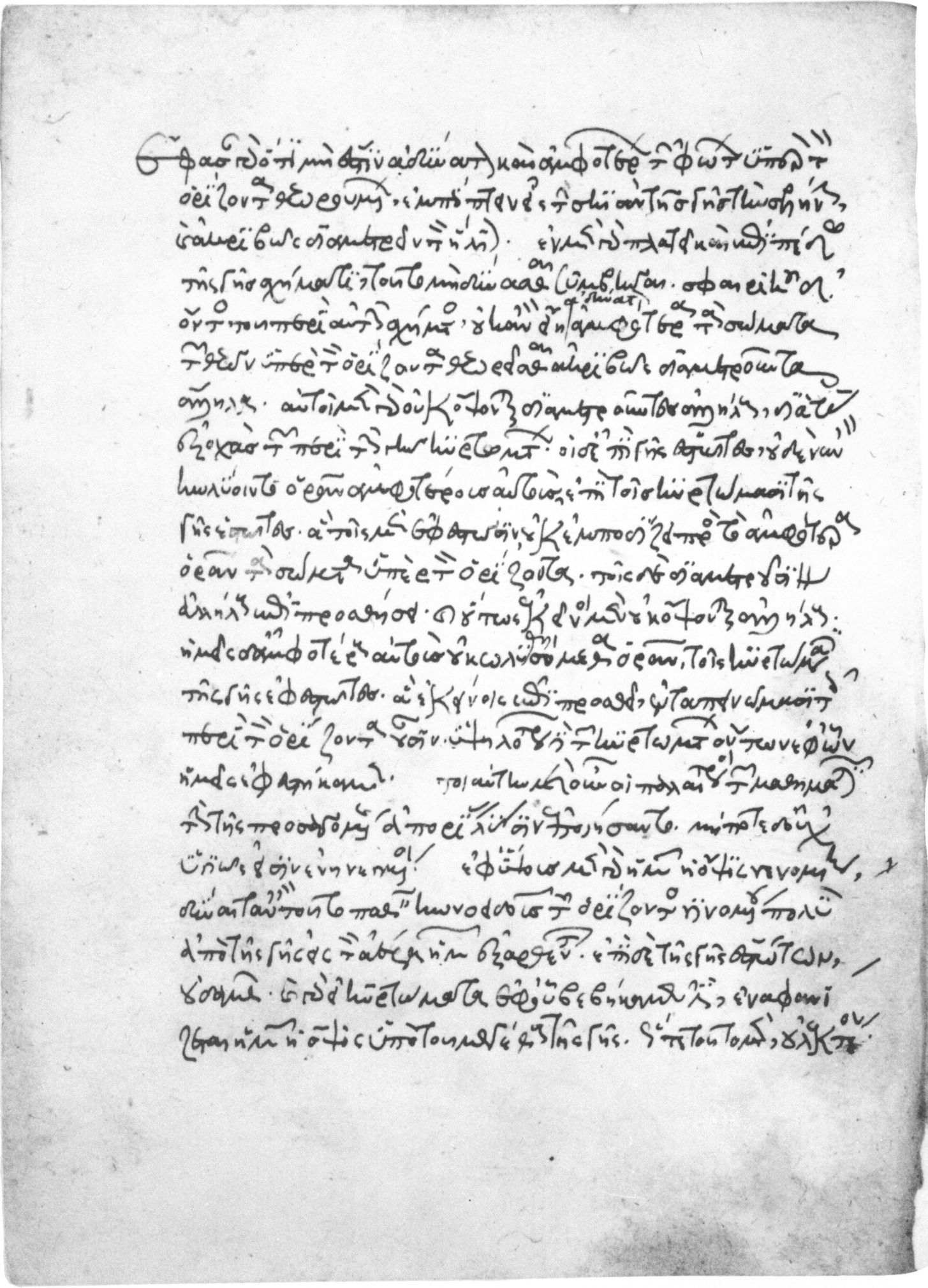
克莱奥迈季斯用古希腊文撰写的《论天体的圆周运动》，君士坦丁堡希腊修道士、翻译家马克西姆斯·普拉努得斯保存的手稿副本。

克莱奥迈季斯（希臘語： Kleomidis）是一位希腊天文学家，最著名的是他所撰写的《论天体的圆周运动》（ Kyklikí theoría meteóron）。

## 著作创作时间
克莱奥迈季斯的具体生卒日期不详，历史学家们认为，他的著作创作于公元前1世纪中期-公元400年之间，事实上最早的推测源于他书中频繁提到的罗得岛数学家暨天文学家波希多尼（公元前135年-公元前51年），但几乎从未涉及过托勒密的学说（公元85年-165年）（书中还提到过亚里士多德（公元前384年-公元前322 年）、马萨利亚的皮西亚斯（公元前325年）、阿拉托斯（公元前310年-公元前240年）、埃拉托色尼（公元前2760年-公元前195年）及伊巴谷（公元前190年－公元前120年）等），但这种说法受到质疑，因为克莱奥迈季斯的著作只是相对基础的天文学说，不一定要提到托勒密。20世纪数学家奥托·纽格伯尔仔细查阅了克莱奥迈季斯的天文观察资料，其结论是该书形成于公元前371年（±50年），这一日期较好地解释了资料中所发现的内容，但纽格伯尔的这一结论仍有存疑，因为克莱奥迈季斯书中所存在的大量错误，难以作为确定成书日期的佐证。

## 《论天体的圆周运动》
众所周知，克莱奥迈季斯所撰写的二卷《论天体的圆周运动》基本上相当于一部天文教科书，其写作目的似乎是将其作为一种哲学学说，书中用大量的篇幅评价了伊壁鸠鲁学派的科学思想。
该书中主要有价值部分得以保存至今，较波希多尼的天文著作显然要完整的多（他的作品几乎都无一幸存）。克莱奥迈季斯有关月食的一些言论是正确的，特别是他根据月亮的阴影推测出地球是一个球面体。他还预见性地指出许多恒星的大小完全可能超过太阳（而且如从太阳表面看，地球可能象一颗非常小的星星）。
许多现代数学家和天文学家们都认为《论天体的圆周运动》的素材源自埃拉托色尼如何测量地球周长的著名故事，并相都信埃拉托色尼的成就在古天文学中更令人印象深刻。
克莱奥迈季斯也最早明确陈述了太阳和月亮的视距，他认为出现在地平线上的太阳比顶空中的更远也更大（因为它的角度大小是恒定的），他把这一解释归之于波西多尼。

## 光学
作为波希多尼的一名信徒，克莱奥迈季斯指出了光线折射的一些基本属性，例如从不同密度介质中穿过的光线，将会发生弯折，并暗示由于大气折射，即使太阳位于地平线以下，太阳及彩虹仍可被看到

## 遗产
为纪念他，月球正面东北部的克莱奥迈季斯环形山就是以他的名字所命名。

## 备注
1. ↑  卡尔·本杰明·博耶,《彩虹：从神话到数学》（1959年）

## 延伸阅读
- Alan C. Bowen, Robert B. Todd, Cleomedes' Lectures on Astronomy. A Translation of The Heavens with an Introduction and Commentary. University of California Press, 2004. ISBN 0-520-23325-5
- Helen E. Ross, "Cleomedes (c. 1st century AD) on the celestial illusion, atmospheric enlargement, and size-distance invariance". Perception, 2000, 29, 863–871.